# Монжарден
Монжарде́н (фр. Montjardin) — коммуна во Франции, находится в регионе Лангедок — Руссильон. Департамент коммуны — Од. Входит в состав кантона Шалабр. Округ коммуны — Лиму.
Код INSEE коммуны — 11249.

## Население
Население коммуны на 2008 год составляло 102 человека.
| 1962 | 1968 | 1975 | 1982 | 1990 | 1999 | 2008 |
| ---- | ---- | ---- | ---- | ---- | ---- | ---- |
| 60   | 77   | 63   | 94   | 115  | 110  | 102  |

## Экономика
В 2007 году среди 66 человек в трудоспособном возрасте (15—64 лет) 51 были экономически активными, 15 — неактивными (показатель активности — 77,3 %, в 1999 году было 65,0 %). Из 51 активных работали 40 человек (18 мужчин и 22 женщины), безработных было 11 (8 мужчин и 3 женщины). Среди 15 неактивных 4 человека были учениками или студентами, 6 — пенсионерами, 5 были неактивными по другим причинам.